# Steinberg (Wernigerode)
Der Steinberg ist eine 525 m ü. NHN hohe Erhebung im Harz. Er liegt südwestlich des Ortsteils Hasserode der Stadt Wernigerode im sachsen-anhaltischen Landkreis Harz.

## Geographische Lage
Der Steinberg erhebt sich im Naturpark Harz/Sachsen-Anhalt. Sein unbewaldeter Gipfel wird auch als Steinbergkopf bezeichnet. Der Rücken des Bergen zieht sich noch weiter auf die Höhe in Richtung Drei Annen Hohne.
Am Steinberg liegt der Elversstein als markanter Aussichtspunkt und Stempelstelle der Harzer Wandernadel.

## Aussicht
Vom Steinbergkopf öffnet sich bei guten Wetterverhältnissen der Blick auf die Harzlandschaft bis hinauf auf den Brocken (1141,1 m), dem höchsten Berg Norddeutschlands. Zudem blickt man auf die an Westhang von Dränge- und Thumkuhlental verlaufende Trasse der Harzquer- und Brockenbahn mit dem etwa 58 m langen Thumkuhlenkopftunnel. Nördlich schaut man auf das Harzvorland und in östliche Richtung auf Hasserode und das Ortszentrum der Stadt Wernigerode.